# Psilopygida
Psilopygida is een geslacht van vlinders uit de familie van de nachtpauwogen (Saturniidae), uit de onderfamilie van de Ceratocampinae.

## Soorten
- Psilopygida apollinairei (Dognin, 1919)
- Psilopygida basalis (Michener, 1952)
- Psilopygida walkeri (Grote, 1867)
- Psilopygida crispula (Dognin, 1905)